# Petrus Ramus

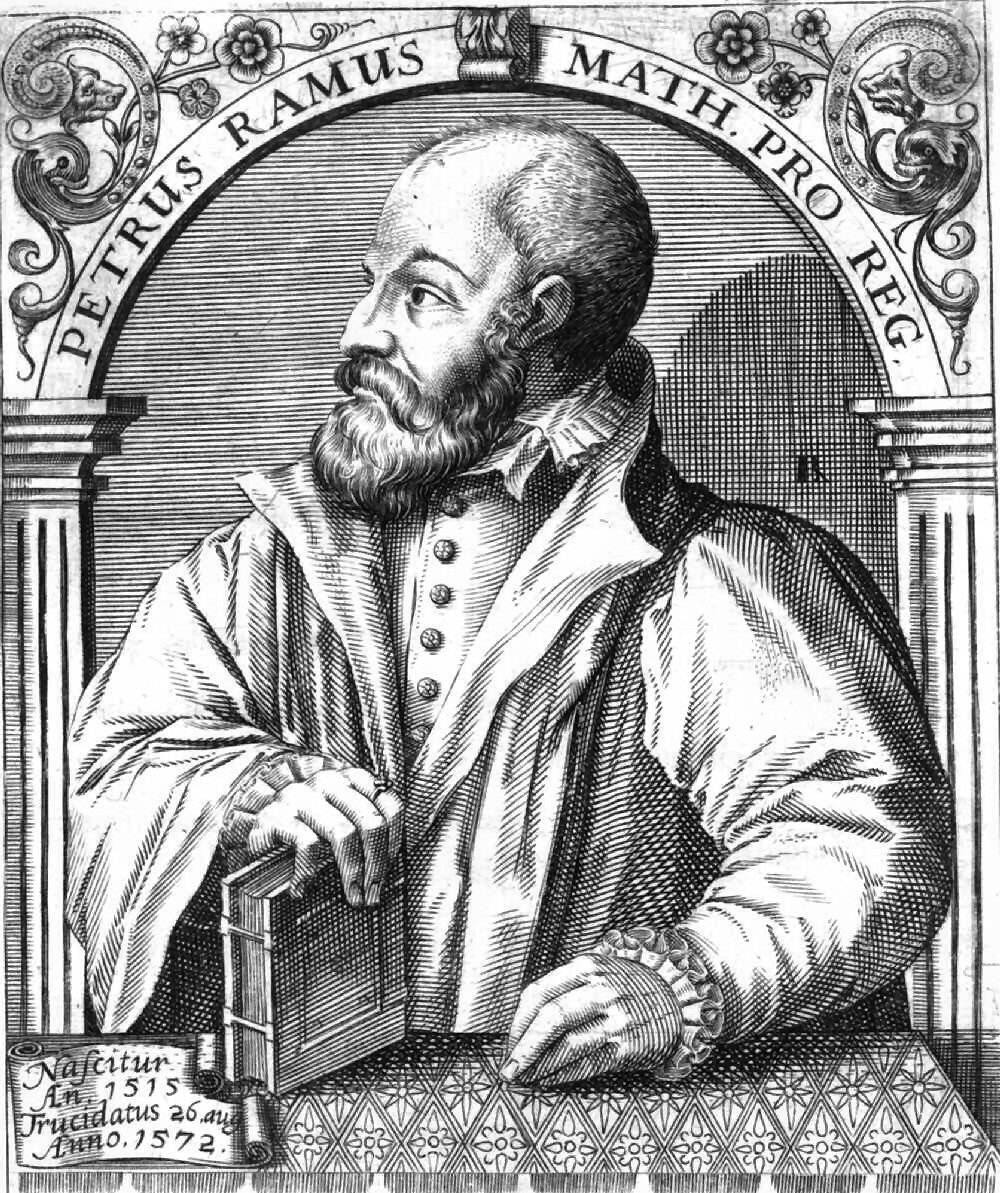
Pierre de la Ramée

Petrus Ramus (französisch Pierre de la Ramée; * 1515 in Cuts bei Soissons; † 24. August 1572 in Paris) war ein französischer Philosoph und Humanist.

## Leben

### Herkunft und Ausbildung
Ramus stammte aus einfachen Verhältnissen, sein Vater war ein Bauer. Als Achtjähriger floh er aus seinem heimatlichen Dorf in der Picardie nach Paris, wo er im Alter von zwölf Jahren ins Collège de Navarre als Diener eintrat. Nachdem er sich eine Weile als Fußsoldat verdungen hatte, bot sich ihm die Gelegenheit zu einem Studium in Paris. 1536 schloss er die Artistenfakultät als Magister ab. In dieser Zeit entwickelte er nach eigenen Aussagen seine Kritik an der universitären Scholastik.

### Lehrtätigkeit
Er lehrte ab 1551 am Collège de France und trat 1562 zum Calvinismus über. Deshalb musste er seine Lehrtätigkeit vorübergehend beenden, konnte sie aber nach dem Ende des Ersten Hugenottenkrieges (Edikt von Amboise) im Jahr 1563 wieder aufnehmen. Mehrere Stationen in Deutschland und der Schweiz folgten. Unter anderem versuchte Friedrich III. von der Pfalz ihm einen Lehrstuhl an der Heidelberger Universität zu vermitteln, was am Widerstand der dortigen Professoren scheiterte. 1570 konnte er schließlich an seinen Lehrstuhl an der Pariser Universität zurückkehren.

### Philosophie und Wirkung
Seine Dialectique (1555) gilt als erstes philosophisches Buch in französischer Sprache.
Von einem urteilslosen Menschen heißt es, ihm fehle die „altera pars Petri“. Die gewöhnlichere Ausdrucksweise, die auch Kant gebraucht, ist die, es fehle ihm an der „secunda Petri“ (KrV B 173 Anm.). Diese Redewendung bezieht sich auf den zweiten Teil der Logik von Ramus (Institutiones dialecticae). Er behandelt das Urteilsvermögen (De iudicio).
Ramus war ein Gegner der aristotelisch-scholastischen Philosophie; schon der Titel seiner Magisterthese von 1536 hatte angeblich (Freigius zufolge) gelautet: „Quecumque ab Aristotele dicta essent, commentita esse“ („Was immer Aristoteles gesagt haben mag, sei erlogen“). Er entwickelte stattdessen eine neue, nichtaristotelische Logik. Darin ersetzte er (in den Institutiones dialecticae) den aristotelischen Syllogismus durch ein System von Dichotomien (vgl. Ramismus) in der Tradition des spätmittelalterlichen Logikers Rudolf Agricola (1444–1485).

### Tod
Ramus wurde 1572 in der Bartholomäusnacht ermordet und seine Leiche in der Seine versenkt. Für seine Anhänger hatte er dadurch den Status eines Märtyrers erlangt. 

## Werke

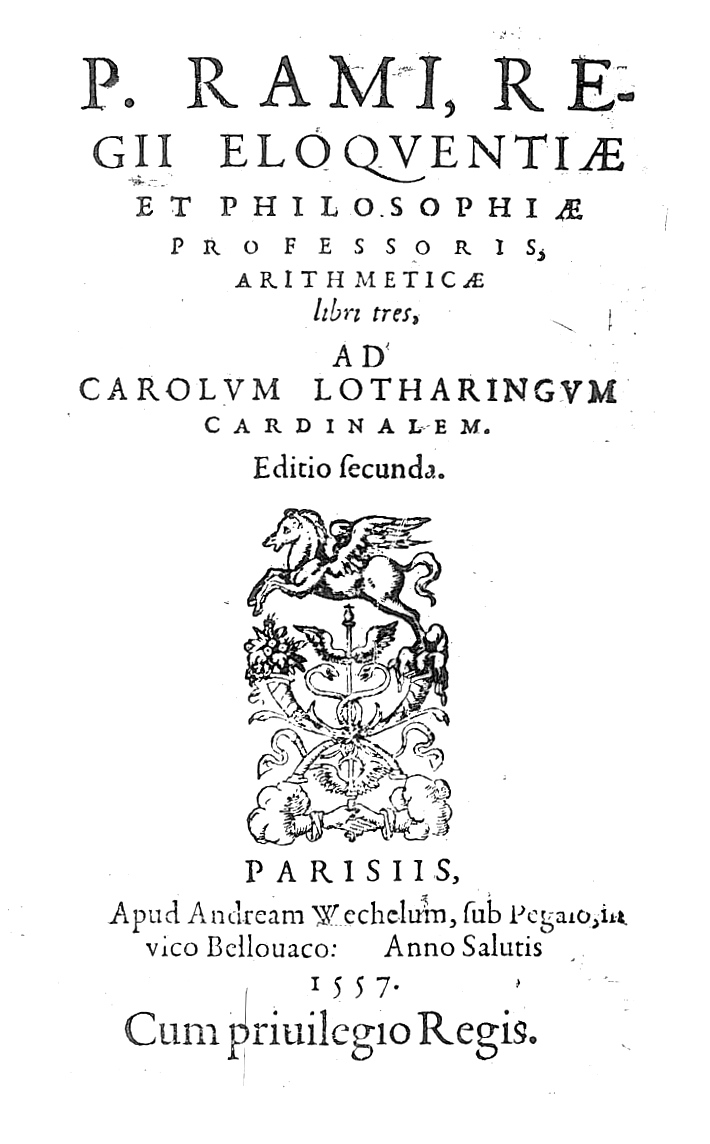
Arithmeticae libri tres, 1557

- 1543: Dialecticae institutiones, Paris (1553: zweite Auflage als Institutionum dialecticarum libri III)
- 1543: Dialecticae partiones
- 1543: Aristotelicae animadversiones
- 1549: Rhetoricae distinctiones
- 1549: Anti-Quintilian
- 1555: Dialectique (französisch; lateinische Übersetzung 1556: Dialecticae libri II)
- 1555: Arithmeticae libri III, Paris
- 1559: Scholae grammaticae libri II, Paris (digital)
- 1559: Liber de Caesaris militia ad Carolum Lotharingium Cardinalem
- 1561: Avertissement sur la réformation de l’université de Paris au Roi
- 1562: Gramere (1572 Neuauflage als Gramaire)
- 1565: Scholarum physicarum libri VIII in totidem acroamaticos libros Aristotelis (digital)
- 1566: Scholarum metaphysicarum libri XIV, Paris (digital)
- 1569: Scholae in liberales artes, Basel (digital)
- 1571: Defensio pro Aristotele adversus Jac. Schecium, Lausanne (digital)
- 1577: Commentariorum de Religione Christiana libri IV, Frankfurt (digital)

## Rezeption
Nach dem Tod des Ramus wurden seine Schriften von Johann Thomas Frey (latinisiert Freigius oder Frigius; 1543–1583) veröffentlicht, der sich als der legitime Erbe des Philosophen ansah.
Ein Schüler des Ramus war der in Bordeaux tätige Jurist und Gegenreformator Florimond de Raemond.
Mit der vernichtenden Kritik Francis Bacons (im Novum Organum, 1620) schwand die Anhängerschaft der Logikkonzeption des Ramus. Auch moderne Logikhistoriker wie etwa Carl von Prantl sehen die logische Kompetenz und Innovativität des Autors kritisch. Ramus übte jedoch großen Einfluss auf den englischen und amerikanischen Puritanismus arminianischer Prägung aus und auch sein Einfluss auf die Gedankenwelt des späten 16. Jahrhunderts wird häufig unterschätzt.
Der Schriftsteller Robert Merle schildert in seinem Roman Die gute Stadt Paris die Ermordung des Philosophen.

## Ausgaben und Übersetzungen
- Aristotelicae Animadversiones – Dialecticae institutiones, Paris 1543 (Nachdruck mit Einleitung von W. Risse. Frommann-Holzboog, Stuttgart-Bad Cannstatt 1964).
- Peter Ramus’s Attack on Cicero: Text and Translation of Ramus’s Brutinae Quaestiones, hrsg. von James J. Murphy, übers. von Carole Newlands, Hermagoras Press, Davis CA 1992.
- La Dialectique (1555), hrsg. von M. Dassonville, Geneva (Travaux d’humanisme et renaissance 67) 1964.
- La Dialectique (1555), hrsg. von N. Bruyère, Vrin, Paris 1992
- Hans Günter Zekl (Übersetzer): Petrus Ramus: Dialektik. 1572. Mit Begleittexten. Königshausen & Neumann, Würzburg 2011, ISBN 978-3-8260-4513-4
- Quod sit unica doctrinae instituendae methodus, englische Übersetzung in: Renaissance Philosophy, hrsg. von L. A. Kennedy, The Hague / Paris 1973, S. 108–155.
- Arguments in Rhetoric against Quintilian: Translation and Text of Peter Ramus’s Rhetoricae distinctiones in Quintilianum (1549), übers. von Carole Newlands; eingeleitet von J. J. Murphy, DeKalb, IL 1986.
- Scholae in liberales artes, Basel 1569, Nachdruck mit Einleitung von W. J. Ong, G. Olms, Hildesheim/New York 1970.
- Sebastian Lalla (Hrsg.): Petrus Ramus: Dialecticae libri duo. Frommann-Holzboog, Stuttgart-Bad Cannstatt 2011, ISBN 978-3-7728-2373-2 (lateinischer Text und deutsche Übersetzung)
- Colette Demaizière (Hrsg.): Grammaire (1572). Genf/Paris 2001